# John Florea
John Florea (Alliance, 28 de maio de 1916 - Las Vegas, 25 de agosto de 2000) foi um diretor de cinema e televisão e fotógrafo estadunidense.

## Biografia

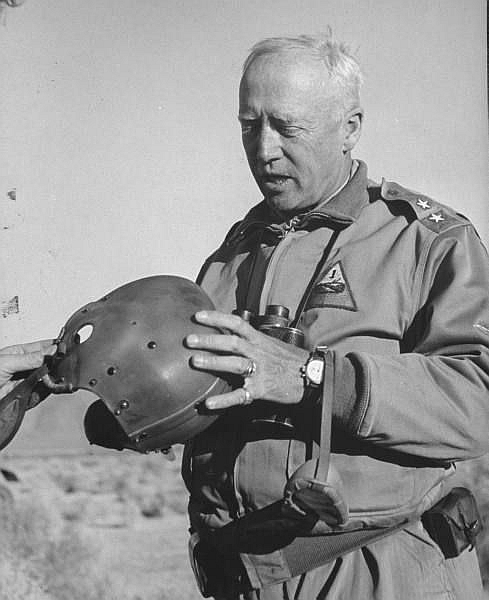
Foto di George S. Patton (por John Florea)

Iniciou a carreira no The San Francisco Examiner como fotógrafo e em 1941, foi contratado pela LIFE para retratar o mundo das celebridades de Hollywood.
Após o ataque a Pearl Harbor, juntou-se a outros profissionais da imprensa no primeiro grupo de correspondentes de guerra dos Estados Unidos na Segunda Guerra Mundial.
Acompanhou os fuzileiros e a Marinha dos Estados Unidos na Guerra do Pacífico. Também acompanhou o Exército dos Estados Unidos em campanhas na Bélgica, França e na invasão do território alemão e em Berlim. Suas fotos em campos de concentração proporcionaram exposições e prêmios. Depois da guerra, retornou para a LIFE, onde trabalhou até 1949.
Na década de 1950, começou a trabalhar em televisão como produtor, escritor e diretor em produções como Highway Patrol, The Virginian, Daniel Boone, Sea Hunt, Honey West, CHiPs, The High Chaparral, Mission: Impossible, Lady Blue, MacGyver, entre outras, além dos filmes, Island of the Lost, Sete Noivas para Sete Irmãos e Hot Child in the City.